# Бризга Лідія Дмитрівна
Лідія Дмитрівна Бризга (нар. 6 травня 1943, село Бориси, тепер Брестського району Брестської області, Республіка Білорусь — 14 травня 2014, агромістечко Остромечеве Брестського району Брестської області, Республіка Білорусь) — радянська діячка, новатор виробництва, оператор машинного доїння колгоспу імені Жданова Брестського району Брестської області. Член Центральної Ревізійної комісії КПРС у 1981—1986 роках. Кандидат у члени ЦК КПРС у 1986—1987 роках. Член ЦК КПРС у 1987—1990 роках. Депутат Верховної Ради СРСР 9-го скликання. Герой Соціалістичної Праці (16.03.1981).

## Життєпис
Народилася в селянській родині. Батько загинув на фронтах Другої світової війни.
У 1959 році закінчила неповну середню школу в селі Бориси Брестської області.
У 1959—1960 роках — колгоспниця-полевод, у 1960—1985 роках — доярка, оператор машинного доїння колгоспу імені Жданова села Бориси Брестського району Брестської області.
Член КПРС з 1975 року.
У 1980 році закінчила заочно середню школу в Брестському районі Брестської області.
Указом Президії Верховної Ради СРСР від 16 березня 1981 року за видатні успіхи, досягнуті у виконанні завдань десятої п'ятирічки і соціалістичних зобов'язань по збільшенню виробництва і продажу державі зерна, картоплі та інших продуктів землеробства і тваринництва, Бриззі Лідії Дмитрівні присвоєно звання Героя Соціалістичної Праці з врученням ордена Леніна і золотої медалі «Серп і Молот».
У 1985 році разом із родиною переїхала на постійне місце проживання в село (тепер агромістечко) Остромечеве Брестського району Брестської області.
У 1985—2003 роках — майстер машинного доїння молочно-товарної ферми Рудавець колгоспу-комбінату «Пам'ять Ілліча» (з 1992 року — сільськогосподарське колективне підприємство «Остромечеве») села Остромечеве Брестського району Брестської області.
З 2003 року — на пенсії в агромістечку Остромечеве Брестського району Брестської області. Померла 14 травня 2014 року.

## Нагороди і звання
- Герой Соціалістичної Праці (16.03.1981)
- два ордени Леніна (27.12.1976; 16.03.1981)
- орден Жовтневої Революції (6.09.1973)
- орден «Знак Пошани» (22.03.1966)
- медалі
- Лауреат Державної премії Білоруської РСР (1976) — за видатні досягнення у праці
- Почесний громадянин Брестського району Брестської області (2009)